# 2-Hexin
2-Hexin ist eine chemische Verbindung aus der Gruppe der Alkine und ein Konstitutionsisomer zu 1-Hexin und 3-Hexin. Es besitzt das Grundgerüst des Hexans mit einer C≡C-Dreifachbindung an der 2-Position.

## Gewinnung und Darstellung
2-Hexin kann durch eine mehrstufige Synthese aus Ethin über das Zwischenprodukt Propin durch Reaktion mit Natriumamid und Brommethan bzw. 1-Brompropan sowie durch Alkylierung von Mono- und Dinatriumacetyliden gewonnen werden. Alle Ethine entstehen auch bei der Pyrolyse von Steinkohle.

## Eigenschaften
2-Hexin ist eine farblose entzündliche Flüssigkeit, die mit stark rußender Flamme verbrennt. Sie ist unlöslich in Wasser, aber in Ethanol und Diethylether leicht löslich. 2-Hexin ist ein vielseitig einsetzbarer Synthesebaustein.